# 蛋黄酒

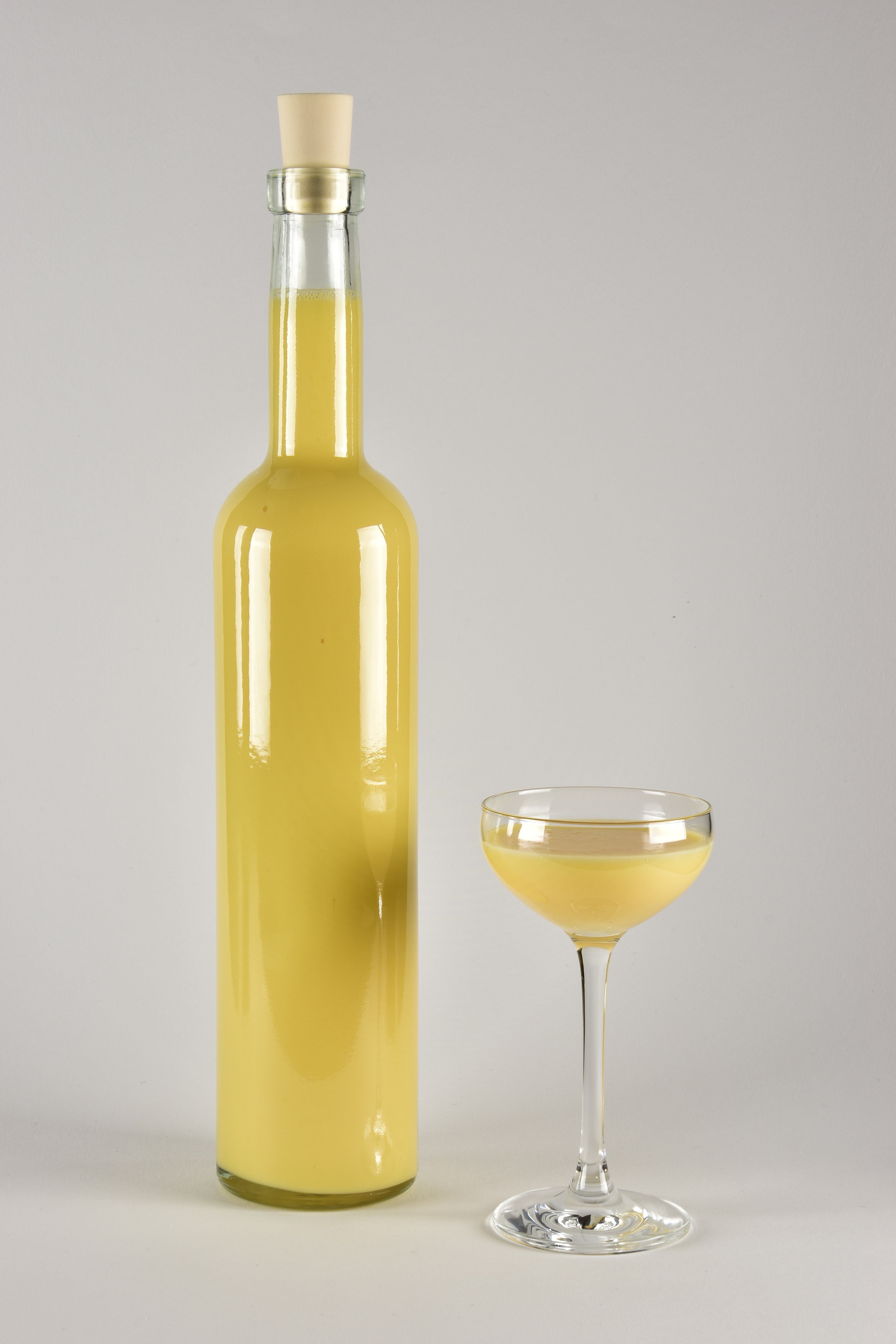
蛋黄酒

蛋黄酒（荷蘭語：advocaat / advocatenborrel）是由鸡蛋、糖和白兰地制成的荷兰传统酒精饮料。饮料口感如奶油般柔滑，一般酒精含量在14％至20％之间，内容为蛋黄、芳香蒸馏酒、糖或是蜂蜜 、白兰地、香草，有时是奶油 （或淡奶）的混合物。著名的蛋黄酒制造商有Bols、Darna Ovo Liker、DeKuyper和Verpoorten。

## 词源
“advocaat”在荷兰语中是“律师”的意思。作为饮料的名字，它是“advocatenborrel”的缩写，“borrel”在荷兰语中指一种在社交聚会时慢慢饮用的酒精饮料。根据1882年出版的《荷兰语词典》（Woordenboek der Nederlandsche taal）的解释，“所以被称为良好的润喉品，因此被认为对需要公开发言的律师特别有用” （"zoo genoemd als een goed smeersel voor de keel, en dus bijzonder dienstig geacht voor een advocaat, die in 't openbaar het woord moet voeren"）。

## 类型和用途

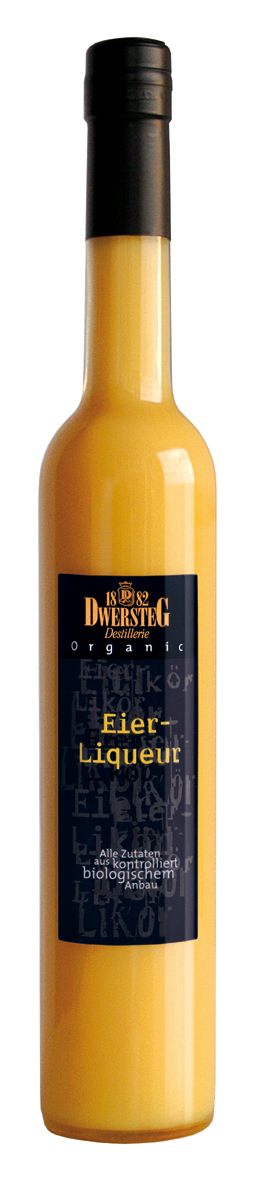
一瓶原产于德国的蛋黄酒

罐装和宽口瓶装的蛋黄酒主要销售于荷兰和比利时，但在德国和奥地利也可能有售。出口品多为浓度更稀的品种。 
原始的浓稠品种，即没有蛋清的品种，用作华夫饼干、煎饼或小鬆餅的馅料，或作为冰淇淋、蛋奶冻、糕点和类似甜点的成分，亦或是作为开胃酒。后者会配上鲜奶油，有时会撒上一点可可粉，放在一个非常小的碗或小玻璃杯中，用茶匙将其吃掉。在比利时的餐馆和小酒馆，其会被用作佐以咖啡。 
而出口品种中，蛋清、蛋黄均会使用。使用蛋黄酒的最著名的鸡尾酒是“雪球”（Snowball），一种蛋黄酒和檸檬水的混合饮料，通常会在圣诞节附近饮用；一种是用朗姆酒制作的「毛毛鴨」。而另一种基于蛋黄酒的饮料是Bombardino，这是一种常见于意大利滑雪胜地的饮料，特别是在意大利阿尔卑斯山，其由蛋黄酒、白兰地和鲜奶油混合而成。

## 相关饮料
与蛋黄酒对应的被称为ajerkoniak（德语：Eier；法语：Cognac）的波兰酒类基于伏特加而不是白兰地。 
墨西哥的Rompope以及哥伦比亚的Sabajón是与蛋黄酒非常相似的基于蛋黄和香草的酒。有些品种有额外的调味料。 

## 流行文化
- 德尔伯特·格雷迪（Delbert Grady）在恐怖电影《闪灵》中向杰克·托兰斯（Jack Torrance）洒了一杯蛋黄酒。
- 在英国电视节目《呼叫助产士》，角色喝着蛋黄酒并将其调为雪球鸡尾酒。
- 在苏格兰电视节目“Still Game”中，Isa将蛋黄酒作为圣诞假期饮料。
- 在1999年英国电视喜剧“The Royle Family”的圣诞特别节目中，这个家庭讨论并喝了一杯雪球鸡尾酒。

## 扩展阅读
- Marcus, Lori.  3rd. Crystal Bay, Nev.: Cadillac Press. 2003. ISBN 9780964201989.
- Walton, Stuart. . London: Hermes House. 2004. ISBN 9780681768819. OCLC 156369625.